# Vlag van 's Gravenmoer

Vlag van de gemeente 's Gravenmoer
(1973-1997)

De vlag van 's Gravenmoer werd op 10 mei 1973 bij raadsbesluit vastgesteld als de gemeentelijke vlag van de Noord-Brabantse gemeente 's Gravenmoer. De vlag is in het raadsbesluit als volgt beschreven:
3 Banen, die zich in de hoogte verhouden als 7:2:7, in respectievelijk de kleuren rijksblauw, rood en rijksgeel.
De bijgeleverde tekening laat echter de kleuren in omgekeerde volgorde zien. De kleuren blauw en geel zijn ontleend aan het gemeentewapen, de herkomst van de rode kleur is onbekend. De blauwe en gele banen staan voor de wijken de Straat en de Vaart, die samen 's Gravenmoer vormen. De smalle rode baan stelt het kanaal de Oude Vaart voor, dat in de eerste jaren van het bestaan van de veenkolonie 's Gravenmoer is gegraven voor de exploitatie van het gebied. 
Op 1 januari 1997 is de gemeente 's Gravenmoer opgegaan in de gemeente Dongen, waarmee de vlag als gemeentevlag kwam te vervallen.

## Verwante afbeelding

Wapen van 's Gravenmoer

Aalburg 
· Aarle-Rixtel 
· Alphen en Riel 
· Bakel en Milheeze 
· Beek en Donk 
· Beers 
· Berghem 
· Berkel-Enschot 
· Berlicum 
· Bladel en Netersel 
· Borkel en Schaft 
· Boxmeer 
· Budel 
· Chaam 
· Cuijk 
· Cuijk en Sint Agatha 
· Den Dungen 
· Diessen 
· Dinteloord en Prinsenland 
· Drunen 
· Dussen 
· Engelen 
· Erp 
· Esch 
· Escharen 
· Fijnaart en Heijningen 
· Geffen 
· Geldrop 
· Gemert 
· Giessen 
· Ginneken en Bavel 
· Grave 
· 's Gravenmoer 
· Haaren 
· Halsteren 
· Haps 
· Heesch 
· Heeswijk-Dinther 
· Heeze 
· Helvoirt 
· Hoeven 
· Hooge en Lage Mierde 
· Hooge en Lage Zwaluwe 
· Hoogeloon, Hapert en Casteren 
· Huijbergen 
· Klundert 
· Landerd 
· Leende 
· Liempde 
· Lieshout 
· Lith 
· Luyksgestel 
· Maarheeze 
· Maasdonk 
· Made en Drimmelen 
· Megen, Haren en Macharen 
· Mierlo 
· Mill en Sint Hubert 
· Moergestel 
· Nieuw-Ginneken 
· Nieuw-Vossemeer 
· Nistelrode 
· Nuland 
· Oeffelt 
· Oost-, West- en Middelbeers 
· Oploo, Sint Anthonis en Ledeacker 
· Ossendrecht 
· Oud en Nieuw Gastel 
· Oudenbosch 
· Prinsenbeek 
· Putte 
· Raamsdonk 
· Ravenstein 
· Reusel 
· Riethoven 
· Rijsbergen 
· Rijswijk 
· Roosendaal en Nispen 
· Rosmalen 
· Schaijk 
· Schijndel 
· Sint Anthonis 
· Sint-Oedenrode 
· Sprang-Capelle 
· Standdaarbuiten 
· Terheijden 
· Teteringen 
· Uden 
· Udenhout 
· Veghel
· Vessem, Wintelre en Knegsel 
· Vierlingsbeek 
· Vlijmen 
· Wanroij 
· Waspik 
· Werkendam 
· Westerhoven 
· Willemstad 
· Woudrichem 
· Wouw 
· Zeeland 
· Zevenbergen